# لهاسا ۷۸۵۹
سیارک ۷۸۵۹ (به انگلیسی: 7859 Lhasa، نامگذاری:1979US) هفت هزار و هشتصد و پنجاه و نهمین سیارک کشف شده‌است که در ۱۹ اکتبر ۱۹۷۹ کشف شد.
قدر مطلق سیارک برابر ۱۳٫۳۰ است.